# Whitton (Londyn)
Whitton – dzielnica Londynu, leżąca w gminie London Borough of Richmond upon Thames. W 2011 dzielnica liczyła 9752 mieszkańców.